# جيسيكا باراتو
جيسيكا باراتو (مواليد 26 يونيو 1994) هي لاعبة غطس أمريكية، حصلت على الميدالية الفضية في منافسات 10 متر متزامن سيدات في الألعاب الأولمبية الصيفية 2020.